# Józef Maria Gros
Józef Maria Gros, właśc. fra. Joseph-Marie Gros (ur. 22 maja 1742 w Lyonie, zm. 3 września 1792 w Paryżu) – francuski prezbiter, ofiara prześladowań antykatolickich okresu francuskiej rewolucji, męczennik chrześcijański i błogosławiony Kościoła rzymskokatolickiego.
Do seminarium Trente-Trois, w którym ukończył studia wstąpił w Paryżu. Święcenia kapłańskie przyjął w 1767 roku, po czym podjął pracę jako wykładowca paryskich seminariów, pełniąc jednocześnie funkcję kierownika duchowego. Po osiemnastu latach działalności mianowany został parafii przy kościele Saint Nicolas du Chardonnet. Po czterech latach wybrany został do reprezentowania dzielnicy w nowo powstałym Zgromadzeniu Narodowym (1789 roku). Po odmowie złożenia przysięgi na cywilną konstytucję kleru zmuszony był opuścić parafię.
W sierpniu 1792 roku aresztowano go na Górze Świętej Genowefy, a później uwięziono w prowizorycznym więzieniu utworzonym z kościoła i zabudowań przy seminarium Saint Firmin (św. Firmina). Wraz z grupą współwięźniów padł ofiarą tak zwanych masakr wrześniowych, w których zginęło 300 duchownych.
Dzienna rocznica śmierci jest dniem kiedy wspominany jest w Kościele katolickim.
Józef Maria Gros znalazł się w grupie 191 męczenników z Paryża beatyfikowanych przez papieża Piusa XI 17 października 1926.